# Vodní nádrž Březová
Vodní nádrž Březová na řece Teplé je součástí vodohospodářské soustavy Stanovice-Březová. Soustava, kterou tvoří vodní dílo Stanovice, čerpací stanice Teplička, jez Teplička a vodní dílo Březová, zajišťuje ochranu města Karlovy Vary před stoletými povodněmi. Správcem je Povodí Ohře, s. p. Hranice obcí byly upraveny tak, že plocha celé nádrže tvoří výběžek území obce Březová, vklíněný mezi území města Karlovy Vary a území obce Stanovice; Březová až do roku 1990 byla součástí města Karlovy Vary, k němuž byla připojena po druhé světové válce.

## Stavba
Stavbu přehrady na řece Teplé iniciovalo město Karlovy Vary po katastrofální povodni v roce 1890. Přípravné práce začaly v roce 1911, přerušila je však první světová válka a projekt byl dokončen až roku 1928. Architektonickou část projektu vypracoval profesor pražské německé techniky Arthur Payr (1880–1937). Stavbu přehradní hráze provedlo v letech 1931 až 1935 konsorcium firem Lanna z Prahy a Pittel & Brausewetter z Vídně, strojní zařízení výpustí vyrobily firmy Vítkovické horní a hutní těžířstvo a Českomoravská Kolben–Daněk. Oficiální uvedení do provozu se uskutečnilo v roce 1937. Stavbu financoval stát.
Nádrž je dlouhá 2 km. Po hrázi a kolem přehrady vede silnice I/20, která je náhradou za starou silnici z Karlových Varů do Mariánských Lázní. Ta byla VD Březová zatopena. Dosud je na dně nádrže při poklesu hladiny patrný starý silniční most původní silnice.
Na pravé straně přehrady je domek hrázného.

## Účel
Hlavní účel je protipovodňová ochrana města Karlovy Vary a zajištění periodických proplachů koryta pod hrází. Spolu s vodním dílem Stanovice na Lomnickém potoce slouží k zásobování Karlovarska pitnou vodou. Vedlejším účelem nádrže je výroba elektrické energie a nadlepšování průtoku při pořádání kanoistických závodů na toku pod hrází. Je zde také regulovaný chov pstruhových ryb. Na nádrži Březová je zakázán provoz plavidel se spalovacím motorem.

## Technické údaje
Hráz je přímá, betonová, gravitační. Kóta koruny hráze se nachází na 433,95 m n. m. Maximální výška hráze nad terénem je 24,95 m, šířka koruny hráze je 8,4 m, délka koruny hráze 228,8 m.
Přehrada má pět bezpečnostních korunových přelivných ploch. Výpustná zařízení jsou dvě. Pravé tvoří dvojice potrubí s vnitřním průměrem 1 500 mm a délkou 20,3 m. Levé výpustní zařízení má průměr 2 100 mm o délce 19,3 m a slouží jako přívodní potrubí vody k soustrojí malé vodní elektrárny.
Strojovna elektrárny pod přehradou je osazena třemi soustrojími s plně automatickou regulací a kontrolou chodu:
- 2× Francisova turbína ČKD F30H 216 kW s generátory Siemens 130 kW,
- 1× čerpadlo Sigma 400QVC 42 kW s asynchronním motorem MEZ 30 kW v generátorovém režimu.

Levá výpust byla připravena na osazení malou vodní elektrárnou již od výstavby ve třicátých letech 20. století, ale samotná instalace proběhla až v roce 1988, rekonstrukce a automatizace do současné podoby pak proběhla v roce 2002.

## Hydrologické údaje
Vodní nádrž shromažďuje vodu z povodí o rozloze 294,2 km², ve kterém je dlouhodobý roční průměr srážek 685 milimetrů. Průměrný roční průtok je 2,49 m³/s a neškodný odtok dosahuje 90 m³/s.
| N             | 1    | 5    | 10   | 50    | 100   |
| ------------- | ---- | ---- | ---- | ----- | ----- |
| Průtok (m³/s) | 35,2 | 56,8 | 70,7 | 115,0 | 140,0 |

## Galerie

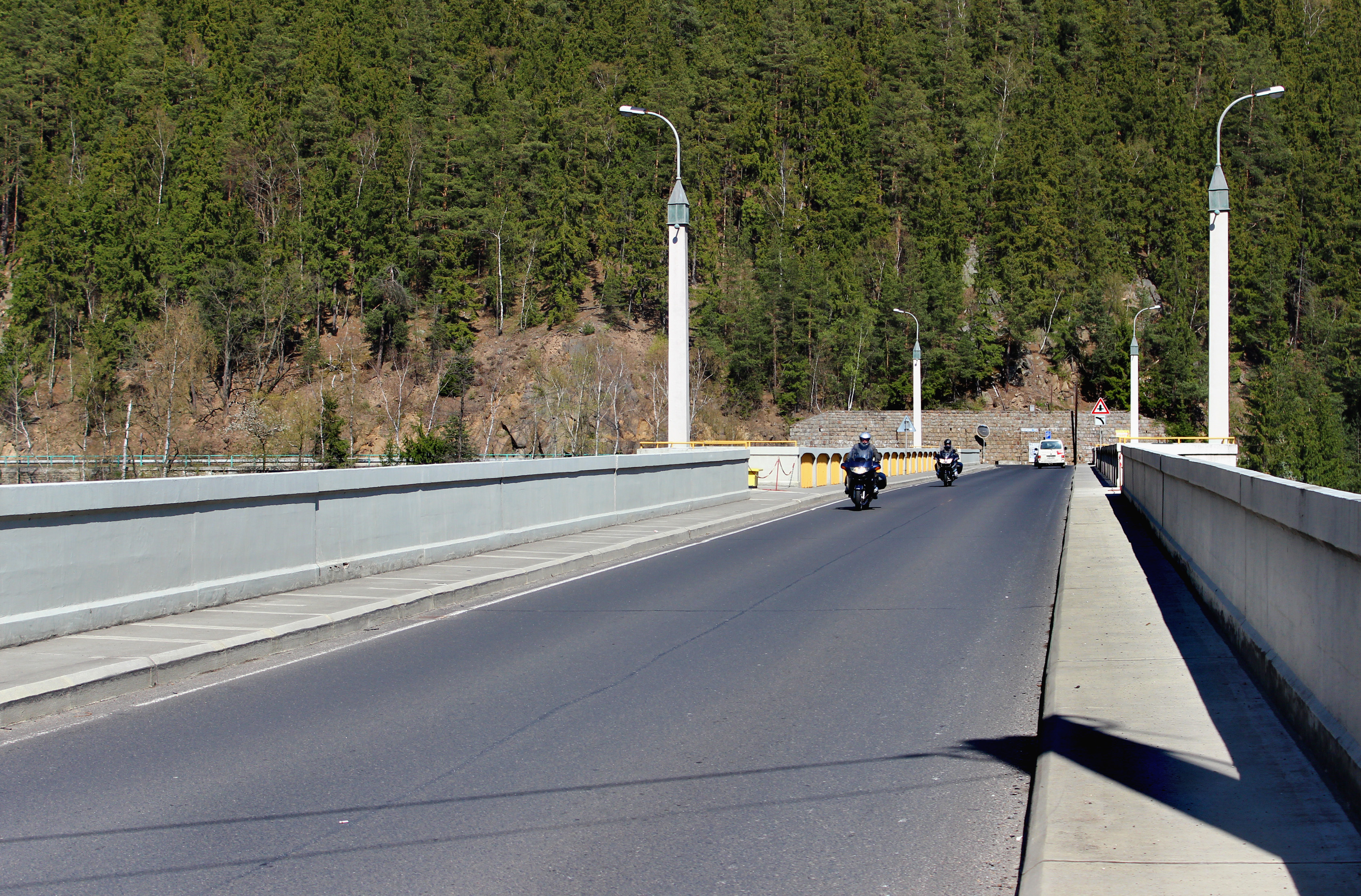
Silnice I/20 na hrázi přehrady
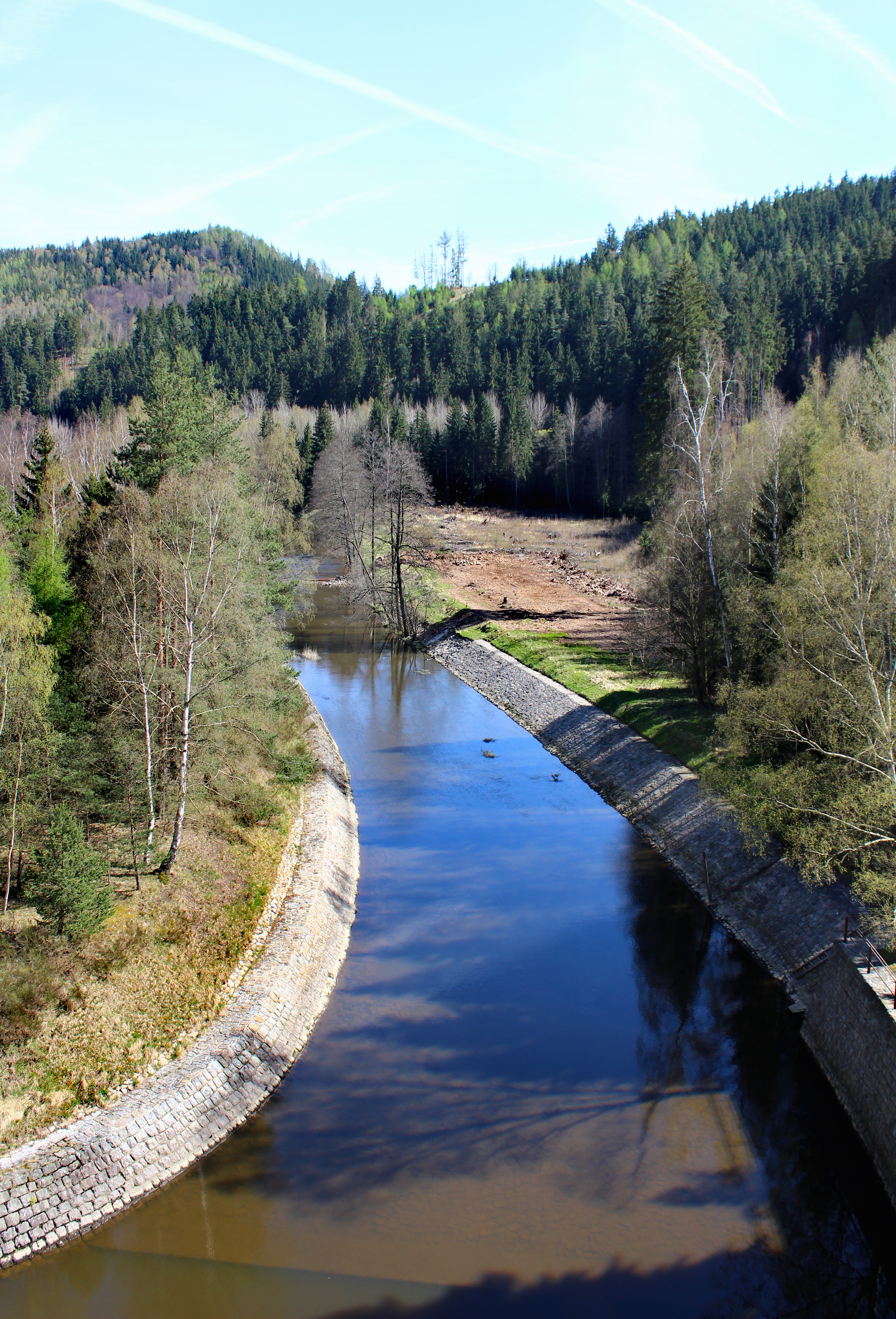
Odtok pod hrází
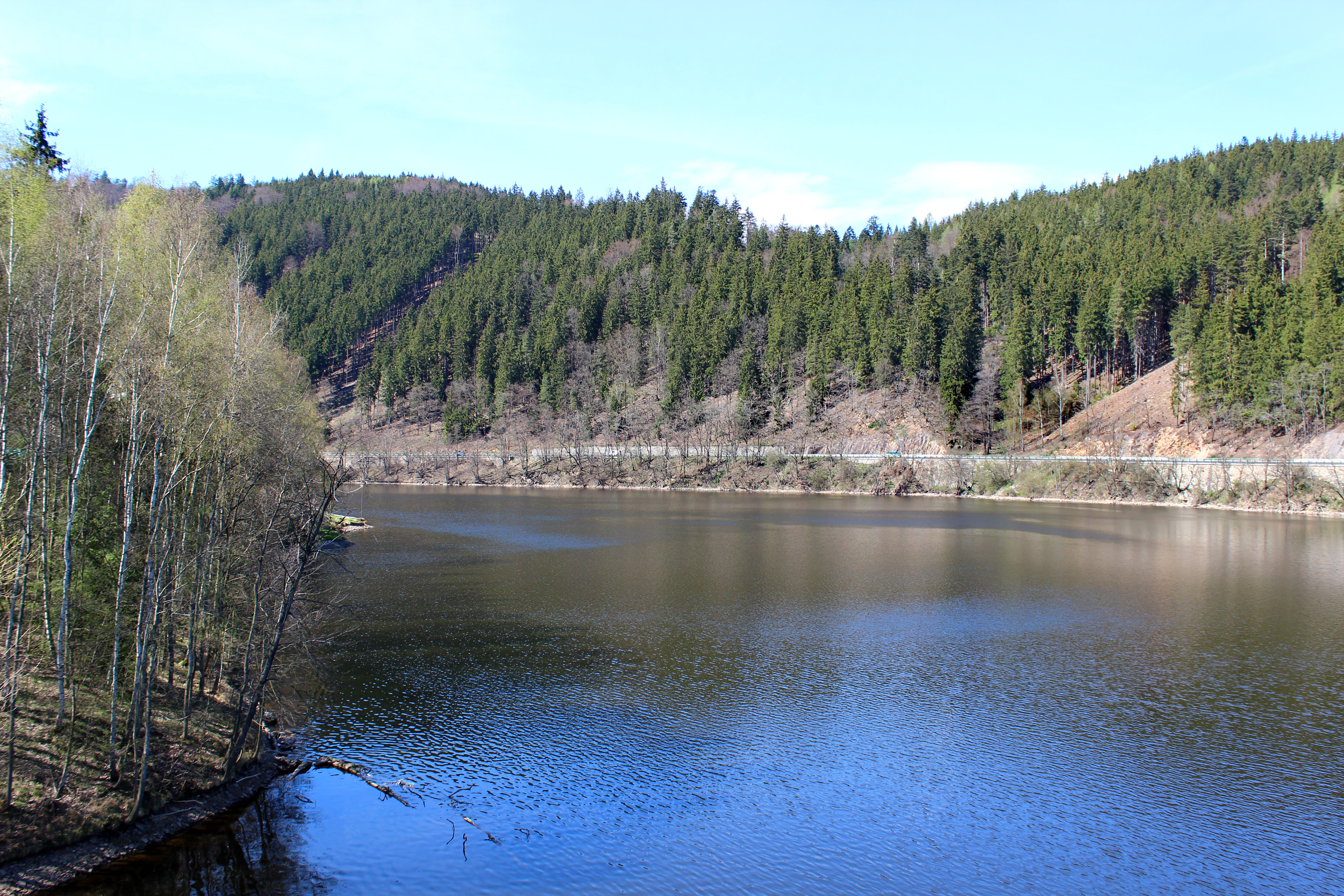
Střední část přehrady
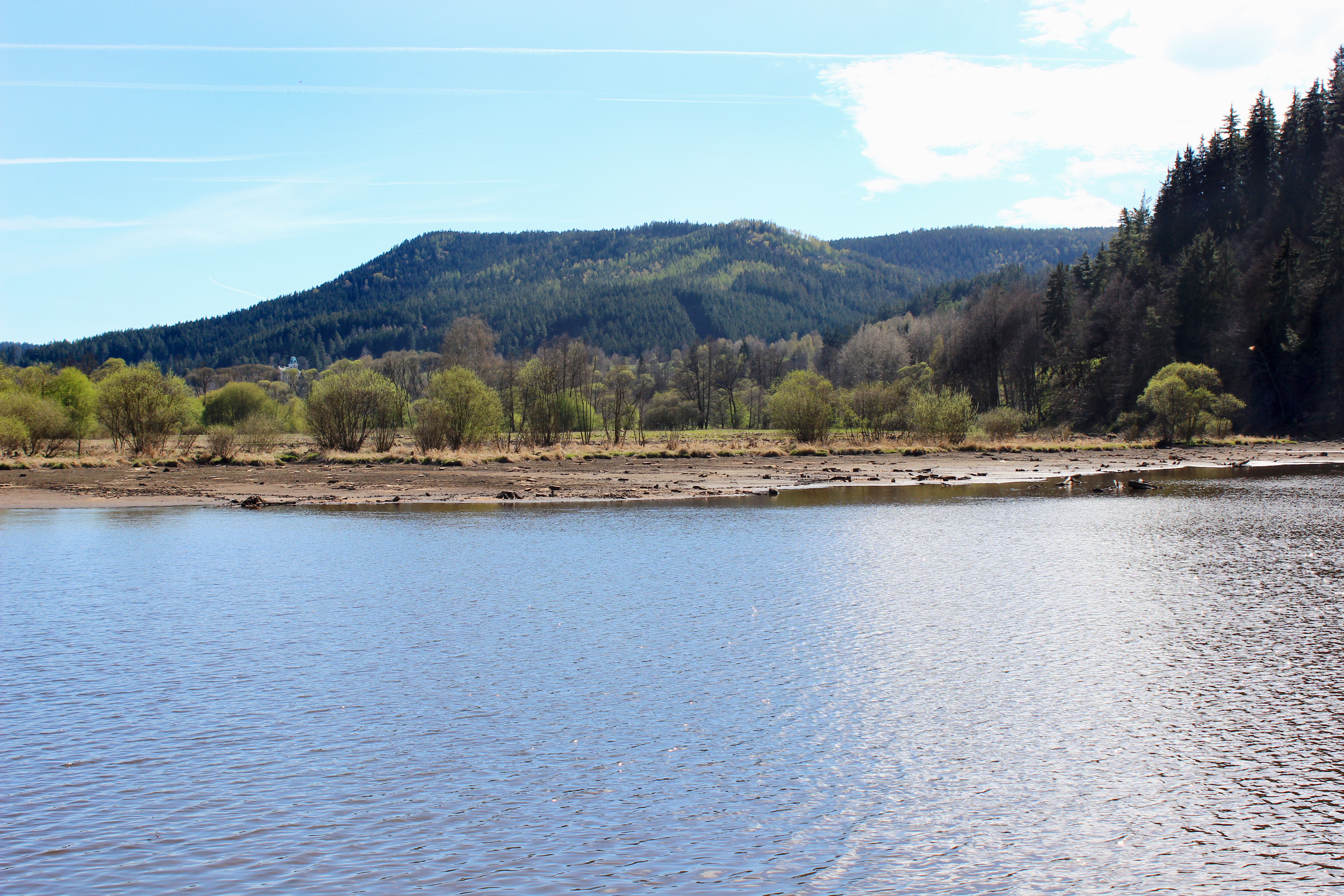
Jižní část přehrady u přítoku řeky Teplé
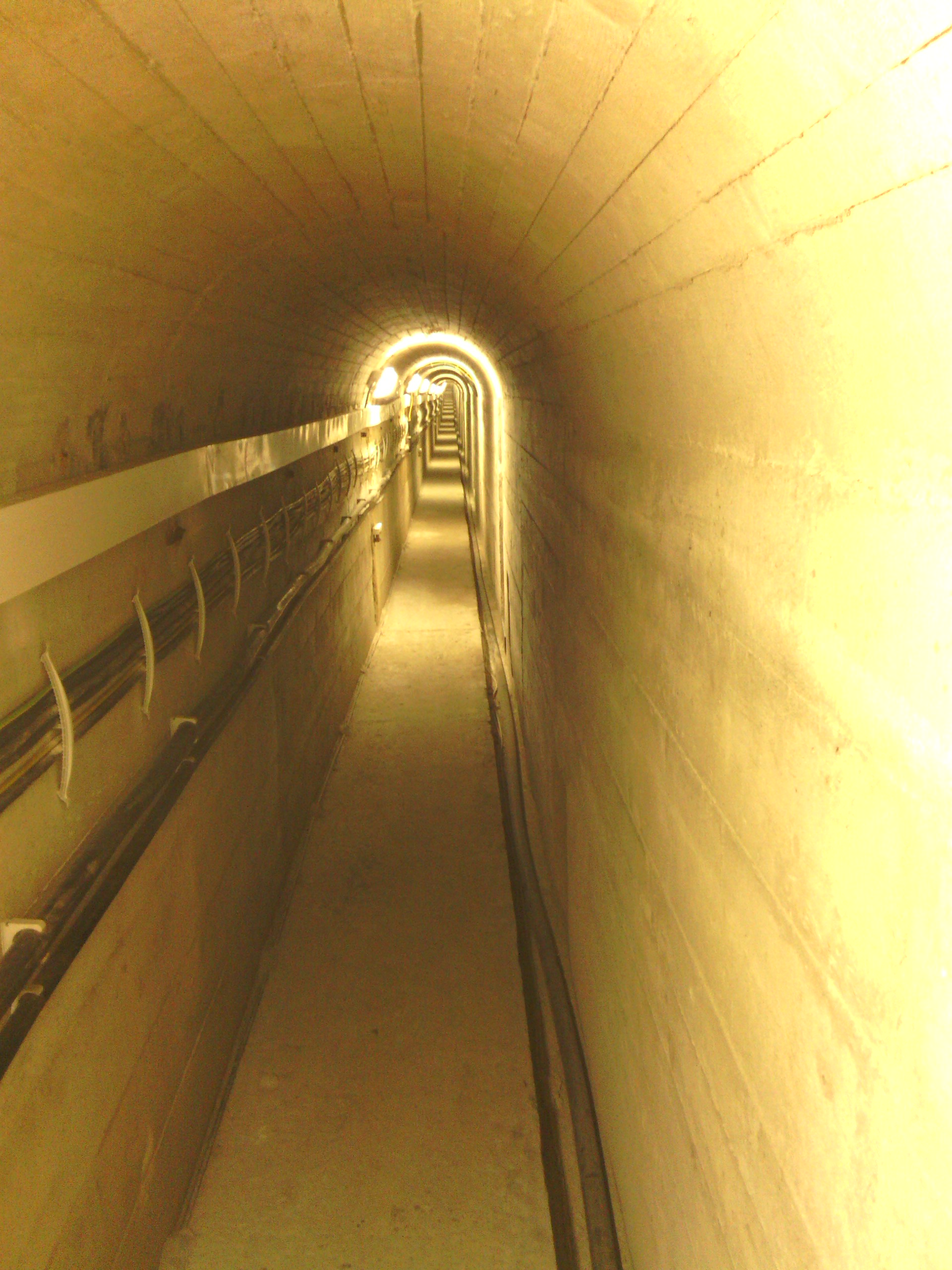
Chodba v tělese přehrady
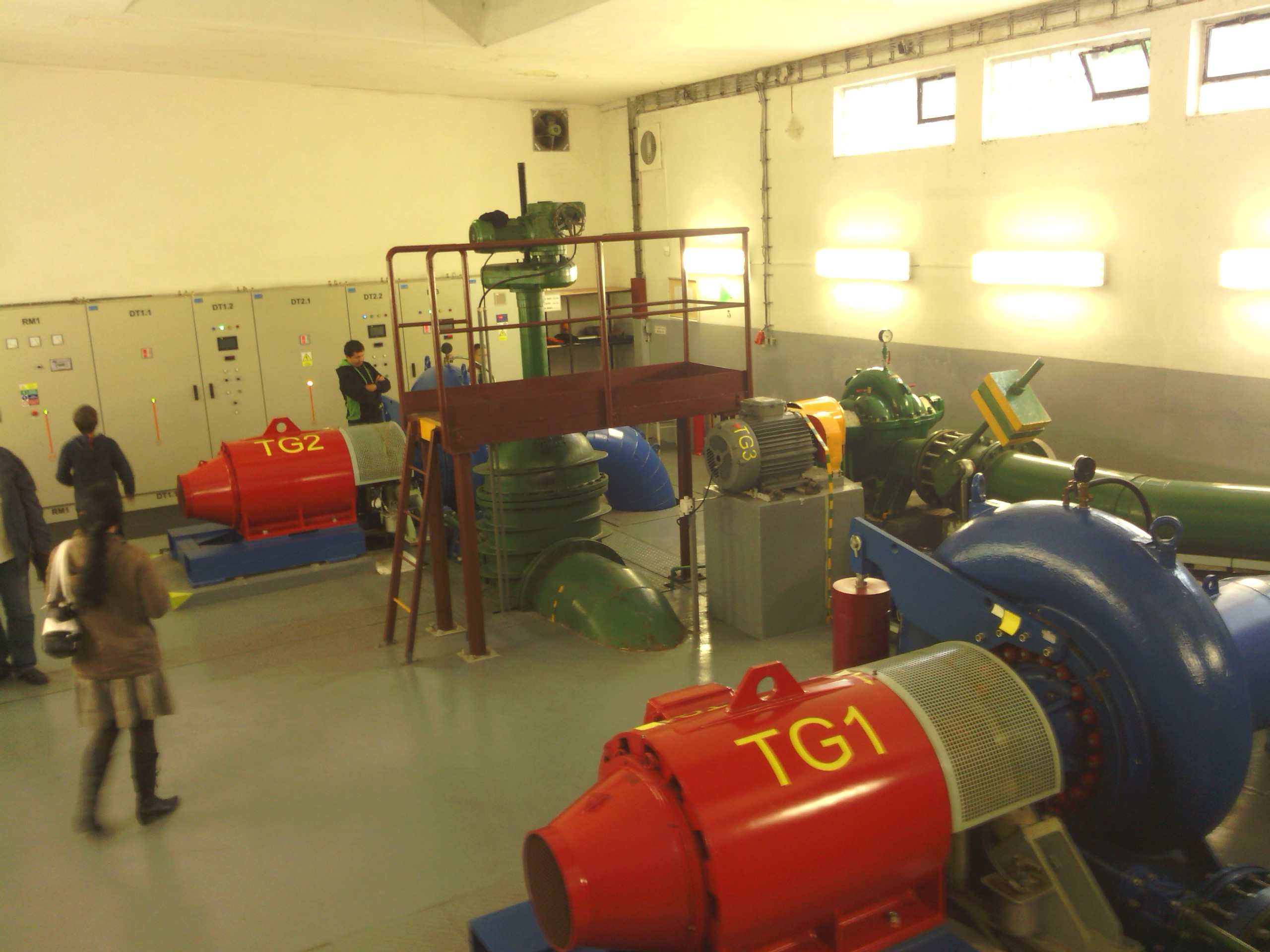
Strojovna přehrady Březová